# Cappuccino

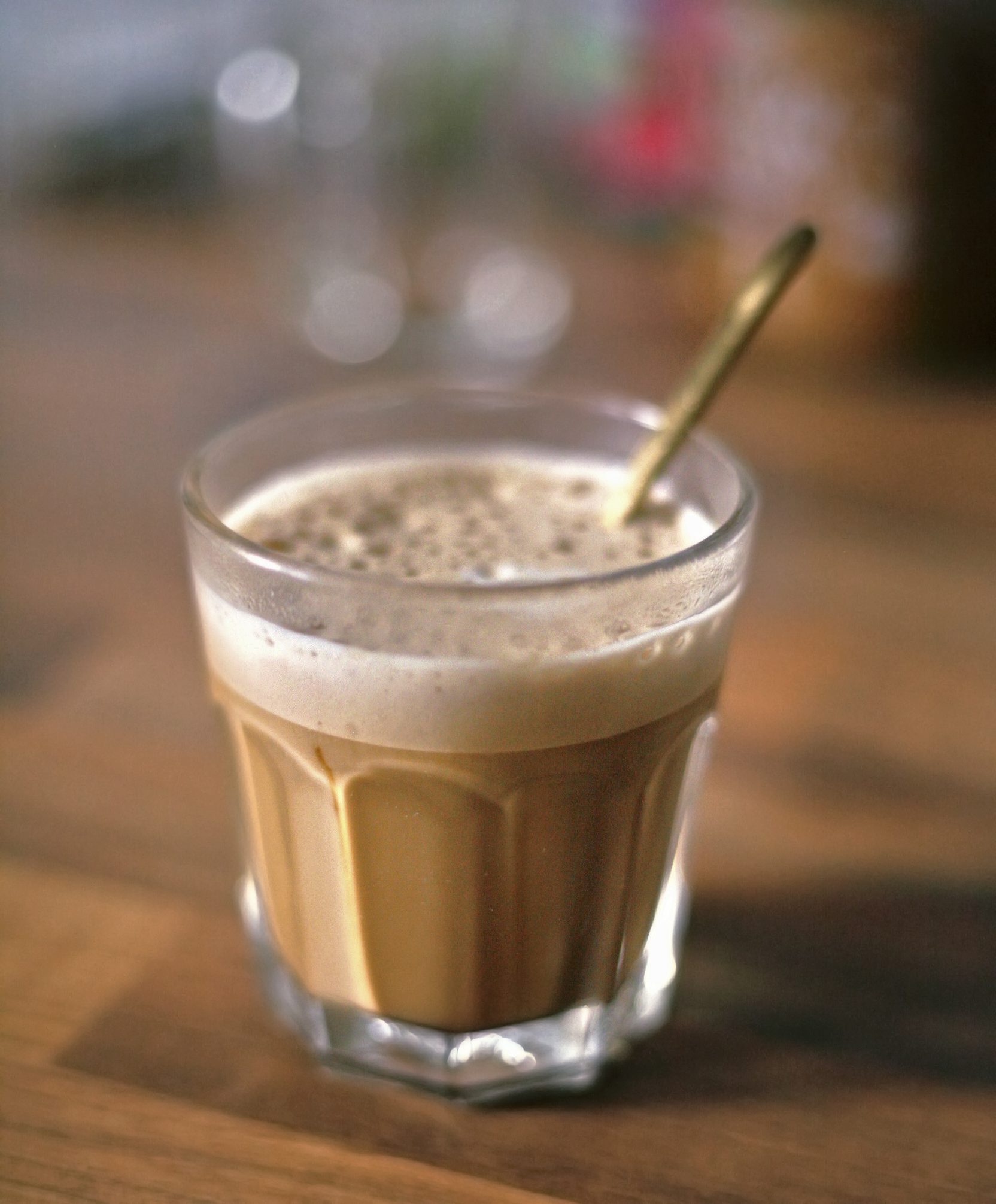
Cappuccino

Cappuccino is een Italiaanse koffiebereiding, oorspronkelijk afkomstig uit Wenen.
De koffie bestaat uit gelijke delen melkschuim, melk en espresso. Soms wordt er ook cacaopoeder of kaneel over gestrooid, hoewel dit in (barista)kringen ongebruikelijk is, omdat het poeder het schuim sneller laat verdwijnen.

## Naam
De naam cappuccino komt oorspronkelijk van Kapuziner Kaffee. Deze naam is ontstaan uit een wirwar van koffiesoorten in het Oostenrijkse Wenen. In Wenen schenkt men de koffie meestal met hete melk, al dan niet opgeschuimd. Wat algemeen bekend is als cappuccino, noemt men in Wenen een Melange. De hoeveelheid melk is afhankelijk van de wens van de gast. Een van de manieren om deze wens kenbaar te maken is het vergelijken met de kleur van het habijt van een monnik. Zo is een Franziskaner een kopje koffie met zoveel melk dat het de lichtbruine kleur van het habijt van deze monniken aanneemt. Een Kapuziner is wat donkerder, dus sterker en met minder melk. Mogelijk refereert de naam cappuccino ook aan de kleur van het habijt – de cappuccio – van de kapucijnen. Tussenliggende varianten zijn Nußbraun (notenbruin) en Nußgold (notengoud). Via Trieste - destijds nog binnen het Keizerrijk Oostenrijk - kwam de cappuccino in Italië terecht.

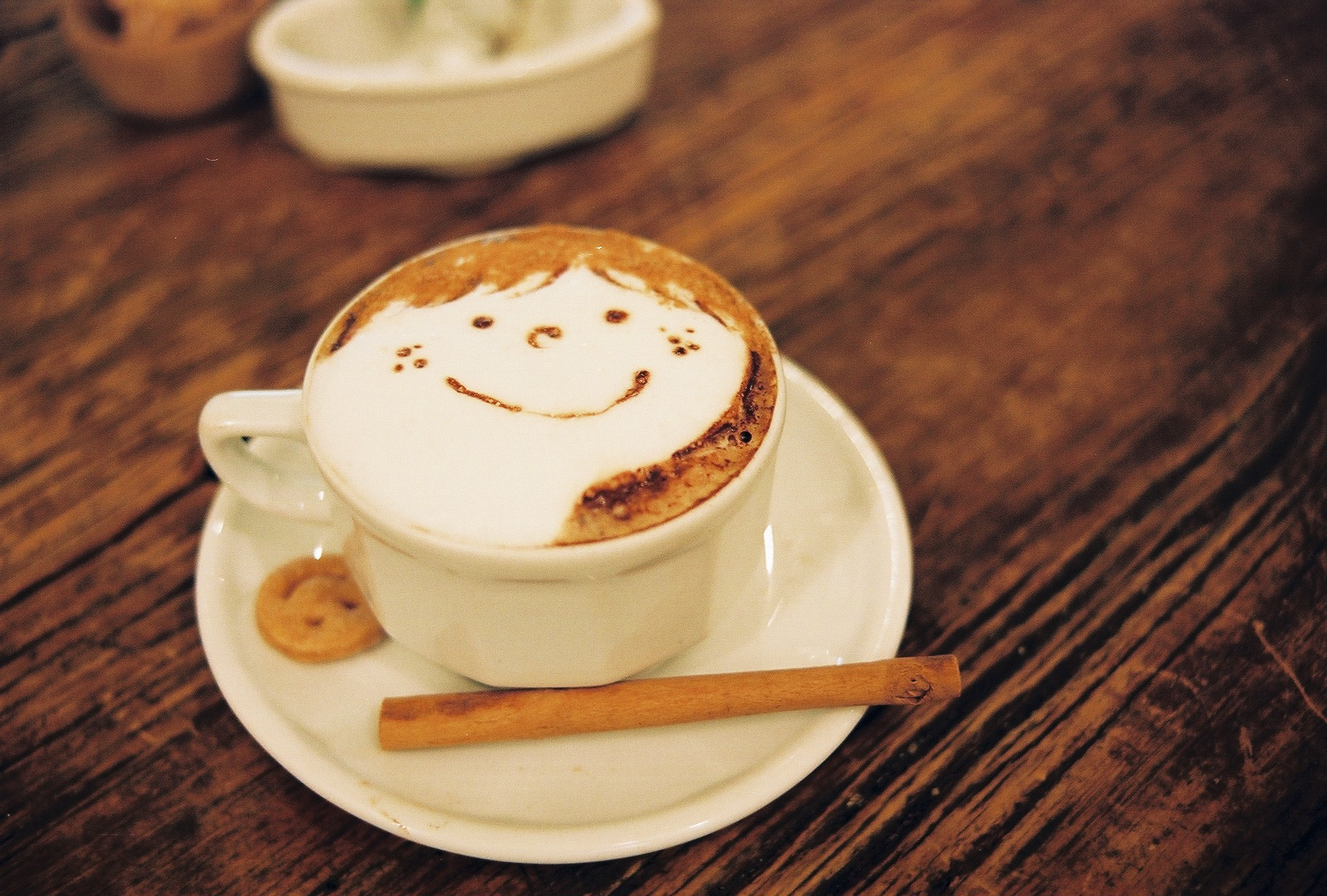
Voorbeeld van latte art in een café in Tokio

Latte art is de kunst van het gieten van decoratieve ontwerpen op een cappuccino. De "kunstenaar", de barista, schenkt met een speciale techniek de geschuimde melk in de crèmelaag van de espresso.

## Gebruik
Cappuccino werd in Italië vrijwel uitsluitend in de ochtend gedronken. Een populair ontbijt bestaat uit een cappuccino en een cornetto, een (zoete) croissant. Hoewel sommigen cappuccino op ieder moment van de dag bestellen – zelfs 's avonds laat wordt deze drank in cafés en bars geschonken – beweren puristen dat cappuccino alleen bij het ontbijt gedronken zou moeten worden.

## Bereidingswijze

Bereidingswijze

Een cappuccino bestaat uit gelijke delen espresso, gestoomde melk en melkschuim.